# Supercoupe de Moldavie de football
La Supercoupe de Moldavie de football est une compétition de football opposant le champion de Moldavie au vainqueur de la coupe de Moldavie.
La compétition est dominée par le FC Sheriff Tiraspol qui a remporté sept éditions.

## Palmarès
| Année | Vainqueur                                                              | Résultat                                                               | Finaliste                                                              |
| ----- | ---------------------------------------------------------------------- | ---------------------------------------------------------------------- | ---------------------------------------------------------------------- |
| 2003  | FC Sheriff Tiraspol                                                    | 2-0                                                                    | FC Zimbru Chișinău                                                     |
| 2004  | FC Sheriff Tiraspol                                                    | 1-0                                                                    | FC Zimbru Chișinău                                                     |
| 2005  | FC Sheriff Tiraspol                                                    | 4-0                                                                    | FC Nistru Otaci                                                        |
| 2006  | Non jouée (Le FC Sheriff Tiraspol réalise le doublé Coupe-Championnat) | Non jouée (Le FC Sheriff Tiraspol réalise le doublé Coupe-Championnat) | Non jouée (Le FC Sheriff Tiraspol réalise le doublé Coupe-Championnat) |
| 2007  | FC Sheriff Tiraspol                                                    | 1-0                                                                    | FC Zimbru Chișinău                                                     |
| 2008  | Non jouée (Le FC Sheriff Tiraspol réalise le doublé Coupe-Championnat) | Non jouée (Le FC Sheriff Tiraspol réalise le doublé Coupe-Championnat) | Non jouée (Le FC Sheriff Tiraspol réalise le doublé Coupe-Championnat) |
| 2009  | Non jouée (Le FC Sheriff Tiraspol réalise le doublé Coupe-Championnat) | Non jouée (Le FC Sheriff Tiraspol réalise le doublé Coupe-Championnat) | Non jouée (Le FC Sheriff Tiraspol réalise le doublé Coupe-Championnat) |
| 2010  | Non jouée (Le FC Sheriff Tiraspol réalise le doublé Coupe-Championnat) | Non jouée (Le FC Sheriff Tiraspol réalise le doublé Coupe-Championnat) | Non jouée (Le FC Sheriff Tiraspol réalise le doublé Coupe-Championnat) |
| 2011  | FC Dacia Chișinău                                                      | 1-0                                                                    | FC Iskra-Stal Rîbnița                                                  |
| 2012  | FC Milsami                                                             | 0-0, 6-5 tab                                                           | FC Sheriff Tiraspol                                                    |
| 2013  | FC Sheriff Tiraspol                                                    | 2-0                                                                    | FC Tiraspol                                                            |
| 2014  | FC Zimbru Chișinău                                                     | 1-1 4-3 tab                                                            | FC Sheriff Tiraspol                                                    |
| 2015  | FC Sheriff Tiraspol                                                    | 3-1                                                                    | FC Milsami Orhei                                                       |
| 2016  | FC Sheriff Tiraspol                                                    | 3-1                                                                    | FC Zaria Bălți                                                         |
| 2017  | Non jouée (Le FC Sheriff Tiraspol réalise le doublé Coupe-Championnat) | Non jouée (Le FC Sheriff Tiraspol réalise le doublé Coupe-Championnat) | Non jouée (Le FC Sheriff Tiraspol réalise le doublé Coupe-Championnat) |
| 2018  | Non jouée                                                              | Non jouée                                                              | Non jouée                                                              |
| 2019  | FC Milsami Orhei                                                       | 0-0, 5-4 tab                                                           | FC Sheriff Tiraspol                                                    |
| 2020  | Non disputé                                                            | Non disputé                                                            | Non disputé                                                            |
| 2021  | FC Sfîntul Gheorghe                                                    | 2-2, 4-2 tab                                                           | FC Sheriff Tiraspol                                                    |
| 2022  | Non jouée (Le FC Sheriff Tiraspol réalise le doublé Coupe-Championnat) | Non jouée (Le FC Sheriff Tiraspol réalise le doublé Coupe-Championnat) | Non jouée (Le FC Sheriff Tiraspol réalise le doublé Coupe-Championnat) |
| 2023  | Non jouée (Le FC Sheriff Tiraspol réalise le doublé Coupe-Championnat) | Non jouée (Le FC Sheriff Tiraspol réalise le doublé Coupe-Championnat) | Non jouée (Le FC Sheriff Tiraspol réalise le doublé Coupe-Championnat) |
| 2024  | Non jouée (Le FC Sheriff Tiraspol réalise le doublé Coupe-Championnat) | Non jouée (Le FC Sheriff Tiraspol réalise le doublé Coupe-Championnat) | Non jouée (Le FC Sheriff Tiraspol réalise le doublé Coupe-Championnat) |